# Glaciar Aiken
Aiken (77°38′S 163°24′E / -77.633, 163.400) es un pequeño glaciar localizado entre los glaciares Von Guerard y Wales, al norte de la ladera de Kukri Hills, Tierra de Victoria, en el este de la Antártida. El origen de su etimología viene de 1997 cuando el Comité Consultivo sobre Nomenclatura Antártica nombró la zona en homenaje al hidrólogo Dr. George R. Aiken, nombre que también recibe el río que nace en el Valle Taylor.